# Chrysobothris fragariae
Chrysobothris fragariae es una especie de escarabajo del género Chrysobothris, familia Buprestidae. Fue descrita científicamente por Fisher en 1930.